# Фишер, Арно
А́рно Фи́шер (нем. Arno Fischer; 14 апреля 1927, Берлин — 13 сентября 2011, Нойштрелиц) — немецкий фотограф и преподаватель высшей школы.

## Научная карьера
Арно Фишер в своё время стал одним из стилеобразующих фотографов Восточной Германии. Его обучение началось ещё в 1947 году, когда, будучи двадцатилетним парнем, он решает профессионально изучать скульптуру.
В 1953 он переезжает в восточную часть Берлина и устраивается работать фотолаборантом в Высшую художественную школу Berlin-Weißensee. Через три года он становится ассистентом, а уже к 1971 году — старшим научным сотрудником и преподавателем фотоискусства под предводительством профессора Клауса Витткугеля. Это становится началом его научной карьеры.
В 1972—1974 годах его приглашают быть лектором в Институте графики и книжного искусства в Лейпциге. Затем он остаётся преподавать там на постоянной основе, и уже в 1985 становится профессором по художественной фотографии. Арно Фишер будет работать в Лейпциге до 1993.
В 1990 он становится преподавателем иллюстрированной журналистики в университете прикладных наук Дортмунда. Там Арно работает до 2000 года, и в свои 73 года не спешит завершать преподавательскую деятельность.
Как соучредитель, он продолжает обучать студентов в частной фотошколе «Fotografie am Schiffbauerdamm» до 2006 года. И уже в самом конце своего длинного преподавательского пути он ведёт занятия в фотографической школе «Ostkreuzschule» в Берлине.
Арно Фишер известен в Германии как блестящий педагог, воспитавший несколько поколений современных немецких фотохудожников: мастер-классы по фотографии он вёл до последних дней своей жизни.

## Творчество
Во время работы в Высшей художественной школе в берлинском районе Вайсензе Арно Фишер готовит к выпуску книгу «Ситуация Берлин», над которой он работает с 1953 по 1960 годы. Но эту серию снимков, показавшихся провокационными советской цензуре, запретили к печати (чему немало способствовало строительство Берлинской стены в 1961).
Тем не менее, уже в середине 1960-х годов он становится одним из основателей фотографического общества «Direkt», объединившего фотохудожников ГДР.
В 70-е Арно Фишер работал как фотограф и публицист для журнала мод Sibylle, а также для других периодических изданий. Он много путешествовал по Восточной Германии, Польше, Чехословакии, США. В эти годы его творения — это «живые» фотографии, привезённые из путешествий. Его стиль стал основополагающим для фотографов-современников. Но даже те работы, которые производились для модных журналов, он делал не в студии с декорациями (излюбленном месте съёмок глянцевых журналов «Vogue» и «Elle»), а на обычных городских улицах и в промышленных интерьерах.
Своими снимками он пытался выразить современное ему состояние общества, взаимоотношения людей и экзистенциальное отношение к одиночеству.
Арно Фишер стал одним из основателей рабочей фотографической группы в ассоциации изобразительных искусств ГДР.
В 2000 году за творческие достижения он был награждён премией Эриха Соломона, которую вручает Немецкое фотографическое общество.

## Личная жизнь
Арно Фишер был женат на своей коллеге и ученице Сибилле Бергеман, с которой они прожили вместе двадцать пять лет. Его супруга умерла в 2010 году. Арно пережил её всего на 10 месяцев, скончавшись 13 сентября 2011 года в возрасте 84 лет.